# 库尔特·贝伦斯

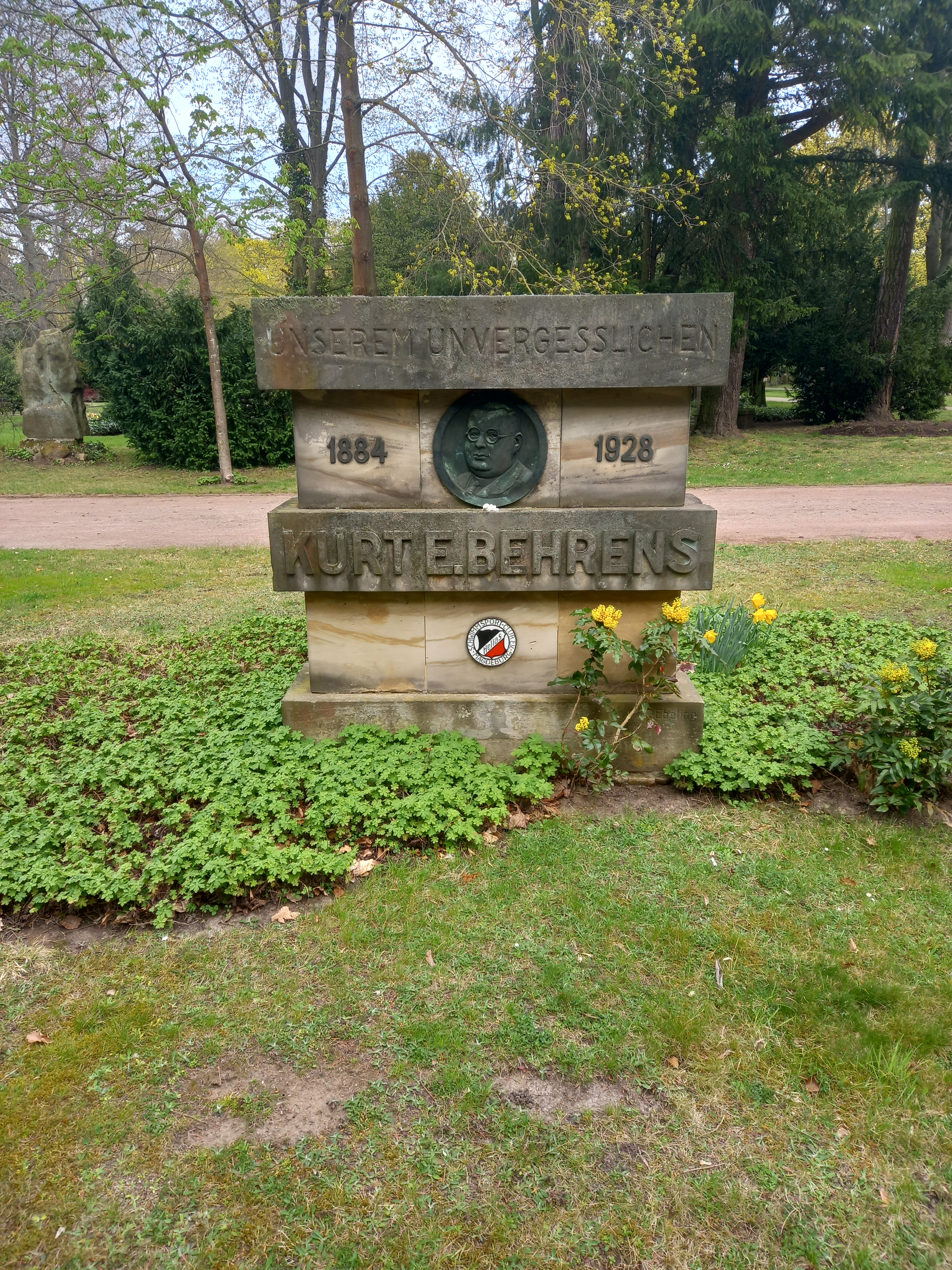
库尔特·贝伦斯墳墓

库尔特·贝伦斯（德語：Kurt Behrens，1884年11月26日—1928年2月5日），德国男子跳水运动员。他曾代表德国参加1908年和1912年夏季奥林匹克运动会跳水比赛，获得一枚银牌和一枚铜牌，均来自3米跳板项目。